# Martin Kippenberger
Martin Kippenberger, född 25 februari 1953 i Dortmund, död 7 mars 1997 i Wien, var en tysk målare, skulptör och konstnär.

## Biografi
Kippenberger föddes i Dortmund 1953 som det enda pojken bland fem barn, med två äldre och två yngre systrar. Hans far var kolgruvedirektör och hans mamma var hudläkare. Kippenbergers mamma dödades av en lastpall som föll från en lastbil. Han studerade vid Hochschule für bildende Künste Hamburg, där Sigmar Polke, även om han inte var hans lärare, påverkade honom. Efter en vistelse i Florens, där han hade sin första separatutställning 1977, flyttade han till Berlin 1978. Det året grundade han Kippenberger's Office tillsammans med Gisela Capitain, med utställningar av sin egen och vänners konst. Under denna period blev han kommersiell chef för SO36, ett performance-, film- och musikrum, och grundade ett punkband vid namn Grugas. Kippenberger lämnade Berlin, ursprungligen för ett längre besök i Paris, och tillbringade det tidiga 1980-talet som en aktiv medlem av Kölns konstscen.
I Köln, liksom på andra håll, begränsade sig inte Kippenberger, knuten till Helzer-galleriet, till att producera konstverk; han arbetade också med hur det presenterades. Enligt konstnären Jutta Koether var Kippenberger "den som gav liv åt rörelsen så att den skulle bli känd utanför Köln".
1984 blev han en av grundarna av Lord Jim Lodge. Efter att ha flyttat till Los Angeles i slutet av 1989 köpte han en andel på 35 % i den italienska restaurangen Capri i Los Angeles. Kippenberger stannade i Sankt Georgen im Schwarzwald som gäst hos familjen Grässlin från 1980 till 1981, och senare från 1991 till 1994. De sista åren av sitt liv undervisade han vid Städelschule och Kassel Academy of Art.
Kippenberger dog vid 44 års ålder av levercancer på Wiens allmänna sjukhus i Österrike.
Kippenberger var känd för sin produktiva produktion i en mängd olika stilar och media, såväl som för sin provocerande offentliga personlighet. Enligt Roberta Smith var han "allmänt ansedd som en av de mest begåvade tyska artisterna i sin generation" (New York Times). Hans konstnärliga generation omfattade namn som Albert Oehlen, Georg Herold och Günther Förg.
Kippenbergers vägran att anta en specifik stil och medium för sitt arbete resulterade i en produktiv samling verk som inkluderar målningar, skulpturer, verk på papper, fotografier, installationer, tryck och efemera. Under 1980-talet genomgick hans verk perioder av stark politisk eftertanke.